# Estadio Nacional de Mongolia
El Estadio Nacional de Mongolia es un estadio principalmente ocupado para la práctica del fútbol, situado en la ciudad de Ulán Bator, capital de Mongolia.